# Zaandam
Zaandam (auf Deutsch auch Saardam) ist eine Stadt in der Gemeinde Zaanstad in der niederländischen Provinz Noord-Holland, in welcher rund 81.465 (Stand: 1. Januar 2024) Menschen leben.

## Geografie
Zaandam liegt im Norden der Metropolregion Randstad, die sich über die Provinzen Flevoland, Noord-Holland, Utrecht und Zuid-Holland erstreckt und Großstädte wie Amsterdam, Den Haag, Rotterdam und Utrecht umfasst. Am südlichen Stadtrand beginnt der zwischen 1865 und 1876 angelegte Noordzeekanaal, der Amsterdam und das IJ mit der Nordsee verbindet. Der Fluss Zaan, der die Stadt in Nord-Süd-Richtung durchkreuzt, mündet im Süden von Zaandam in den Noordzeekanaal. Entlang des Flusses verläuft die Region Zaanstreek, deren Bestandteil die Gemeinden Oostzaan, Wormerland und Zaanstad sind. Die Flussläufe des Gouw und der Zaan bilden die Westgrenze der Stadt. Im Osten wird Zaandam durch die Autobahnen A 7 und A 8 von seinen Nachbarorten abgetrennt. Westlich beziehungsweise nordwestlich der Stadt befinden sich die Ortschaften Westzaan, Koog aan de Zaan und Wormerveer, die allesamt der Gemeinde Zaanstad angehörig sind. Durch die Gemeinde Wormerland und deren Ortsteile Wormer sowie Wijdewormer wird Zaandam im Norden und Nordosten eingegrenzt, während östlich die Nachbargemeinde Oostzaan liegt. Im Süden schließt die größte Gemeinde der Niederlande, Amsterdam, an.

## Kultur
Zaandam verfügt über einige Museen und Kirchen sowie viele Denkmäler.

### Museen

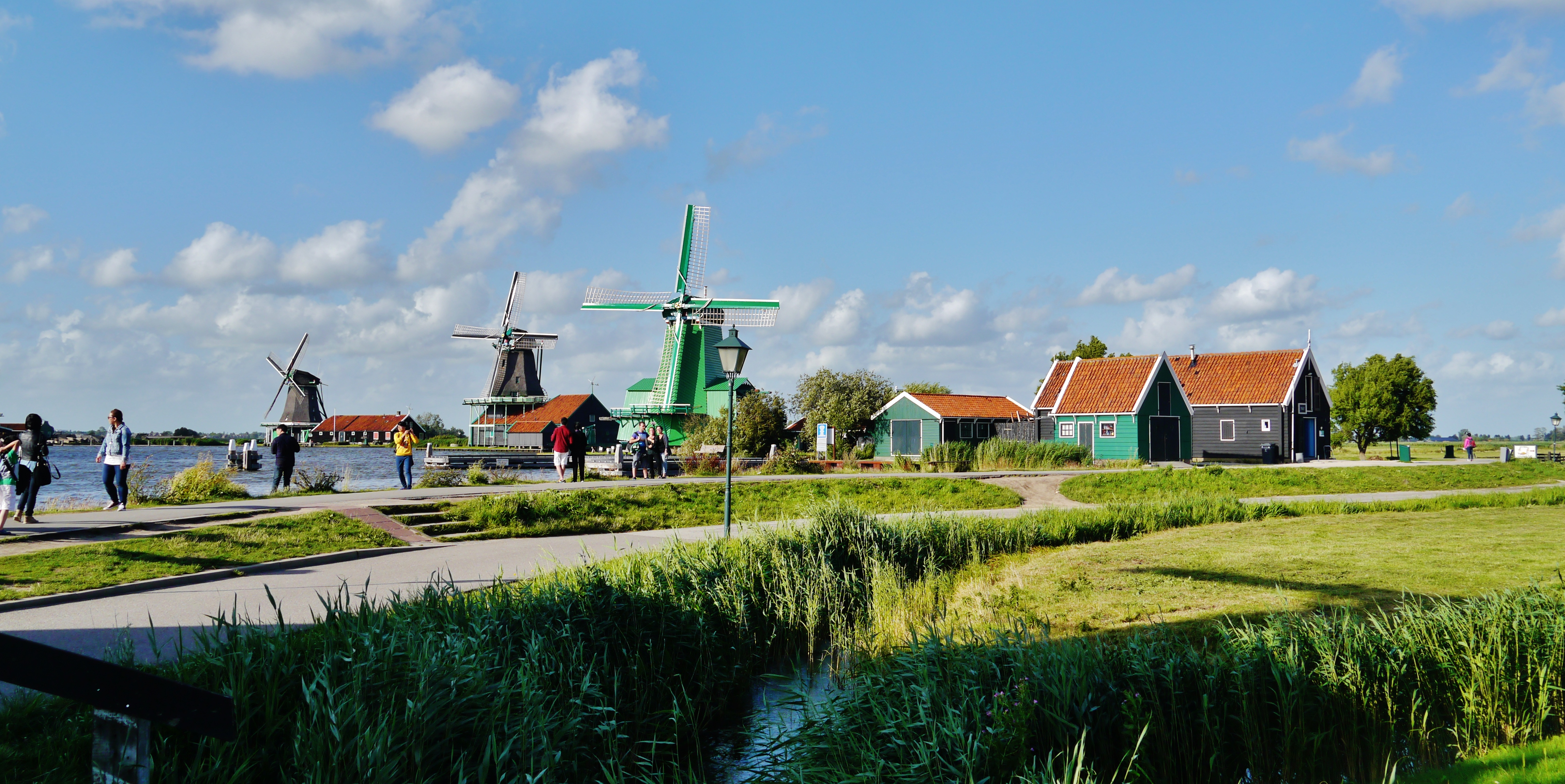
Mühlen im Freiluftmuseum Zaanse Schans

Weltweite Bekanntheit erlangt Zaandam durch das Freiluftmuseum Zaanse Schans, das im Jahr 2017 2,2 Millionen Besucher angelockt hat. Es ist bekannt für seine zahlreichen Mühlen und alten Holzhäuser. Die Zaanse Schans entstand in der Mitte des 19. Jahrhunderts, als die industrielle Revolution die Zaanstreek erreichte. So entwickelte sich ein charakteristisches Arbeiterviertel, in dem Arbeiten und Wohnen miteinander vereint wurde. In der zweiten Hälfte des 20. Jahrhunderts begann der Aufbau des Freiluftmuseums: Am 12. September 1961 wurde die Stichting de Zaanse Schans gegründet. In den Folgejahren wurden viele Häuser und Mühlen aus der Zaanstreek zur Zaanse Schans geliefert, die man dort wiederaufbaute und restaurierte. Man wollte damit das Aussehen eines typischen Wohnviertels in der Zaanstreek darstellen. Das Museum dient zur Repräsentation des historischen Erbes des ersten Industriegebietes der Welt.

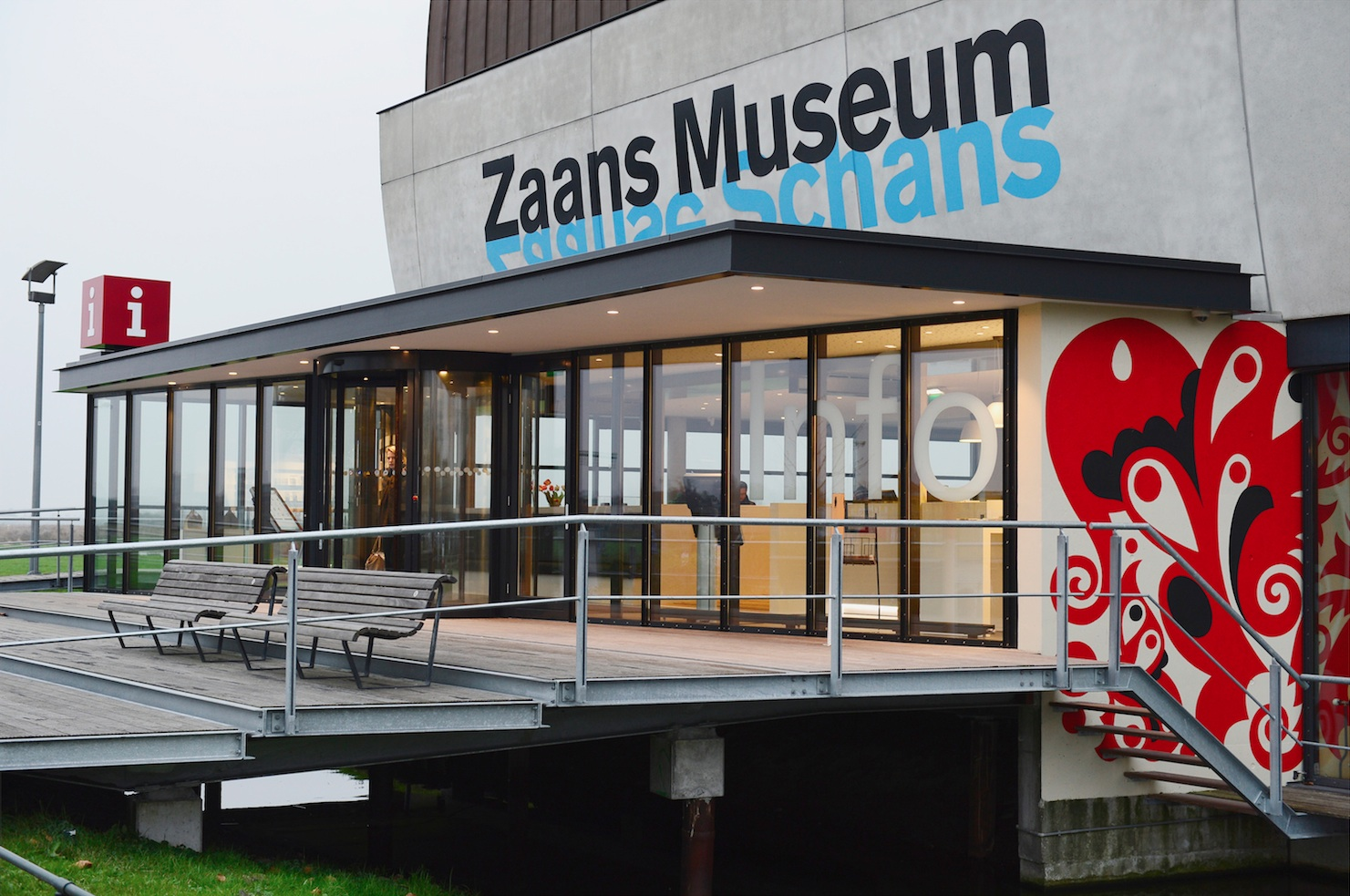
Eingang des Zaans Museum

Auf der Zaanse Schans liegt außerdem das 1998 eröffnete Zaans Museum. In dem Museum sind regionale Exponate ausgestellt, die die Wohn- und Industriekultur zu Zeiten der industriellen Revolution präsentieren. Die wohnkulturelle Sammlung besteht vor allem aus Trachten, traditionell bemalten Möbeln sowie Alltagsgegenständen des 19. Jahrhunderts, während aus dem industriekulturellen Bereich überwiegend Exponate lokaler Unternehmen wie Albert Heijn, Bruynzeel und Verkade gezeigt werden. Das Museum konnte 2015 das Gemälde „De Voorzaan en de Westerhem“ von Claude Monet erwerben, das das typische Erscheinungsbild der Zaanstreek wiedergibt. Neben der Museumsausstellung werden drei weitere Außenstellen auf der Zaanse Schans betrieben: die Böttcherei, die Jisper Fischerhütte und das Weberhaus. Im Zentrum von Zaandam befinden sich zudem das Zar-Peter-Haus und das Hembrug Museum, die Teil des Zaans Museum sind.

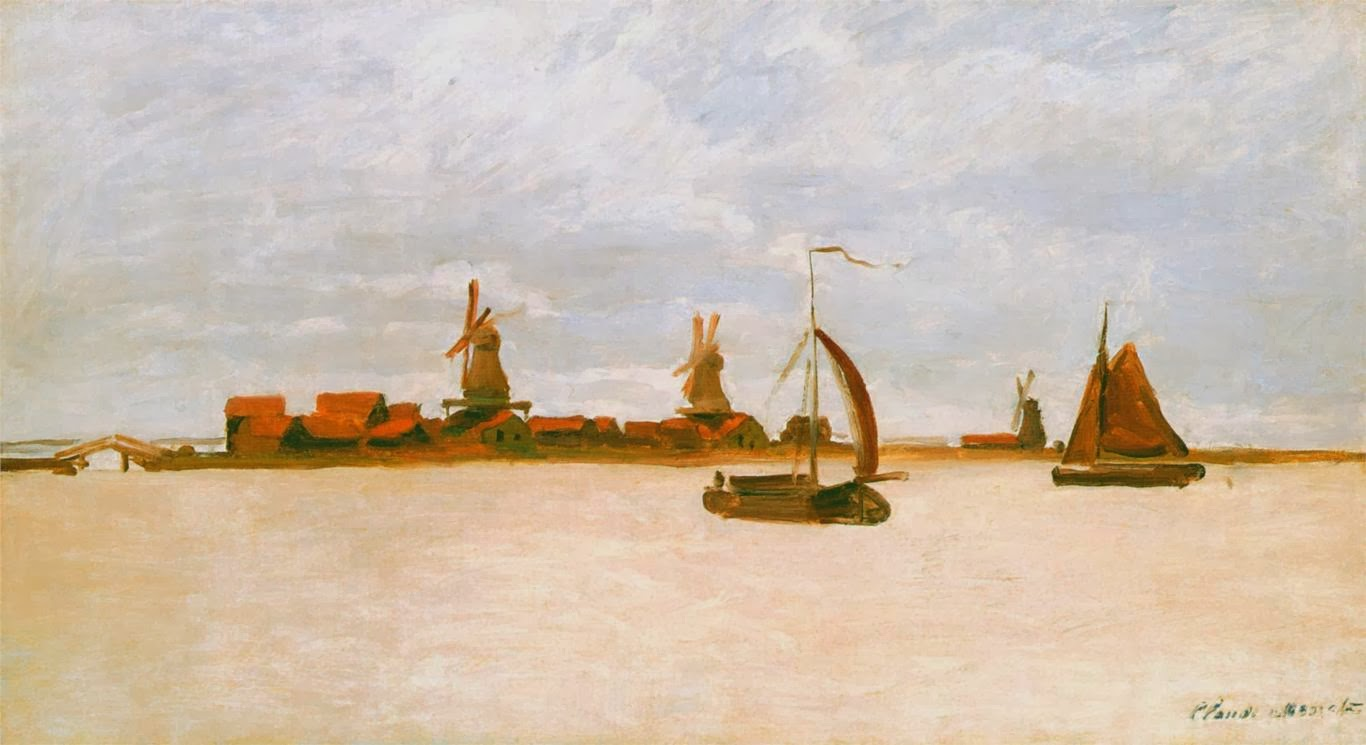
Das Gemälde „De Voorzaan en de Westerhem“

Das Bäckereimuseum In de Gecroonde Duyvekater umfasst neben einer Bäckerei mit einem Steinofen einen Laden, in dem altholländische Backwaren verkauft werden. Das Museum befindet sich auf der Zaanse Schans und ist in einem Holzhaus aus dem Jahr 1658 untergebracht, das als Rijksmonument eingetragen ist.
Das Museum Zaanse Tijd thematisiert das niederländische Uhrwerk und umfasst eine große Uhrensammlung. In der Zaanstreek bildete sich im ältesten Industriegebiet der Welt die erste Uhrenindustrie heran. Der Uhrmacher Cornelis Michielszoon Volger schaffte bereits um 1680 ein kostengünstiges und einfach produzierbares Uhrwerk, das auf dem technischen Aufbau einer Mühle beruht, und legte damit den Grundstein für die Uhrenindustrie in der Zaanstreek. Im 1976 gegründeten Museum wird außer der Tradition der niederländischen Uhrmacherei das Wohnen und Arbeiten auf der Zaanse Schans im 17. Jahrhundert gezeigt.

### Kirchen

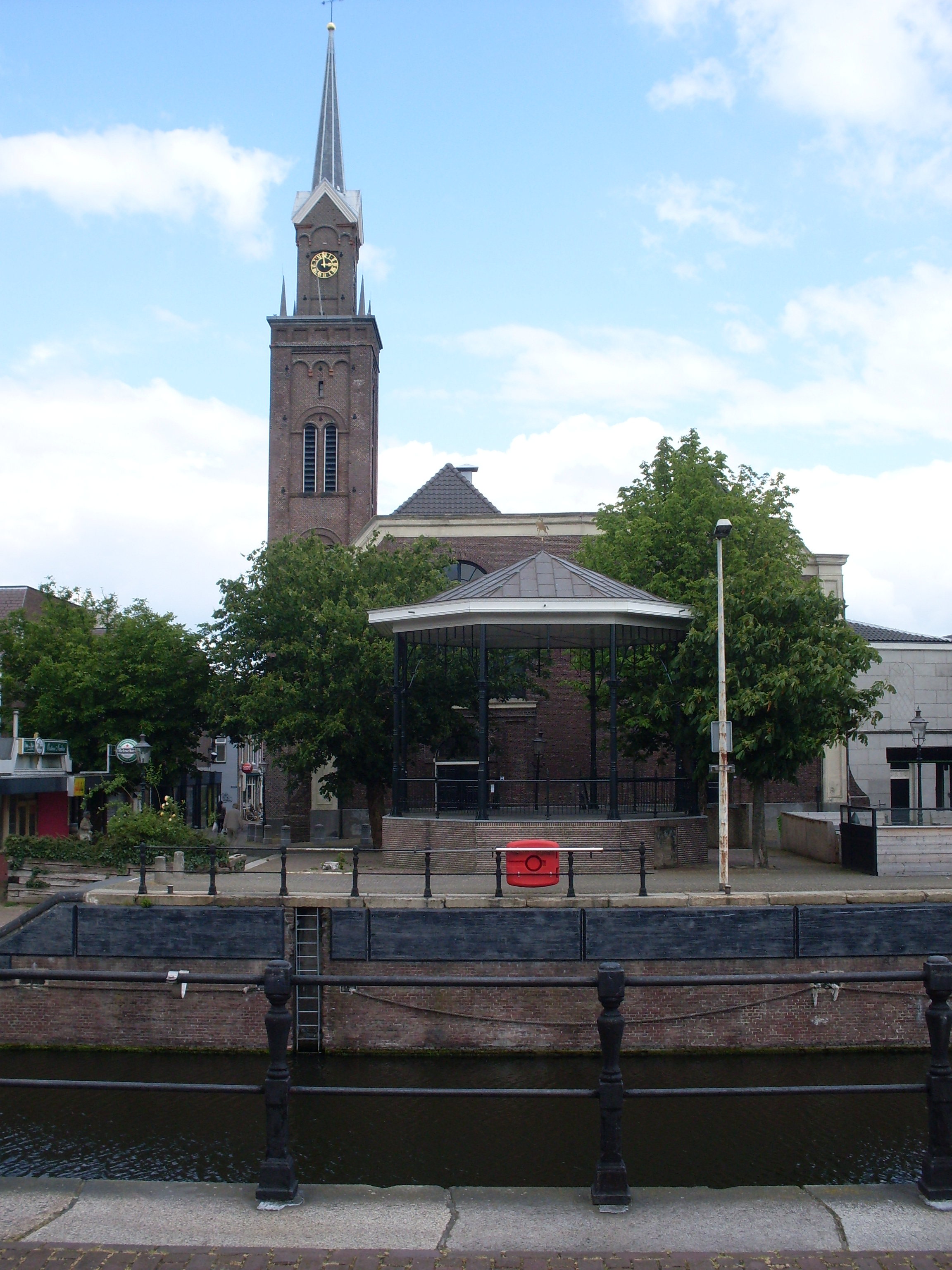
Die Oostzijderkerk nahe dem Zaanufer

- Die Westzijderkerk ist eine protestantische Kreuzkirche, die zwischen 1638 und 1640 gebaut und in den Jahren 1672 und 1680 in westlicher und östlicher Richtung verlängert wurde. An der Ost- und Westseite der Kirche befindet sich jeweils ein Portal, das 1680 beziehungsweise 1711 errichtet wurde. Die Orgel wurde vom Orgelbauer Johannes Duyschot entwickelt.[11]
- Die Oostzijderkerk ist eine niederländisch-reformierte Kirche mit zwei Schiffen. Der auf das Jahr 1685 datierende Bau wurde mehrmals umgebaut. Bei der letzten Baumaßnahme in 1850 wurde ein Kirchturm am nördlichen Schiff errichtet. Die farbigen Fenster stammen aus der Zeit zwischen 1685 und 1701. Die Orgel mit zwei Tastaturen wurde im Jahr 1863 von Pieter Flaes gebaut.[12]

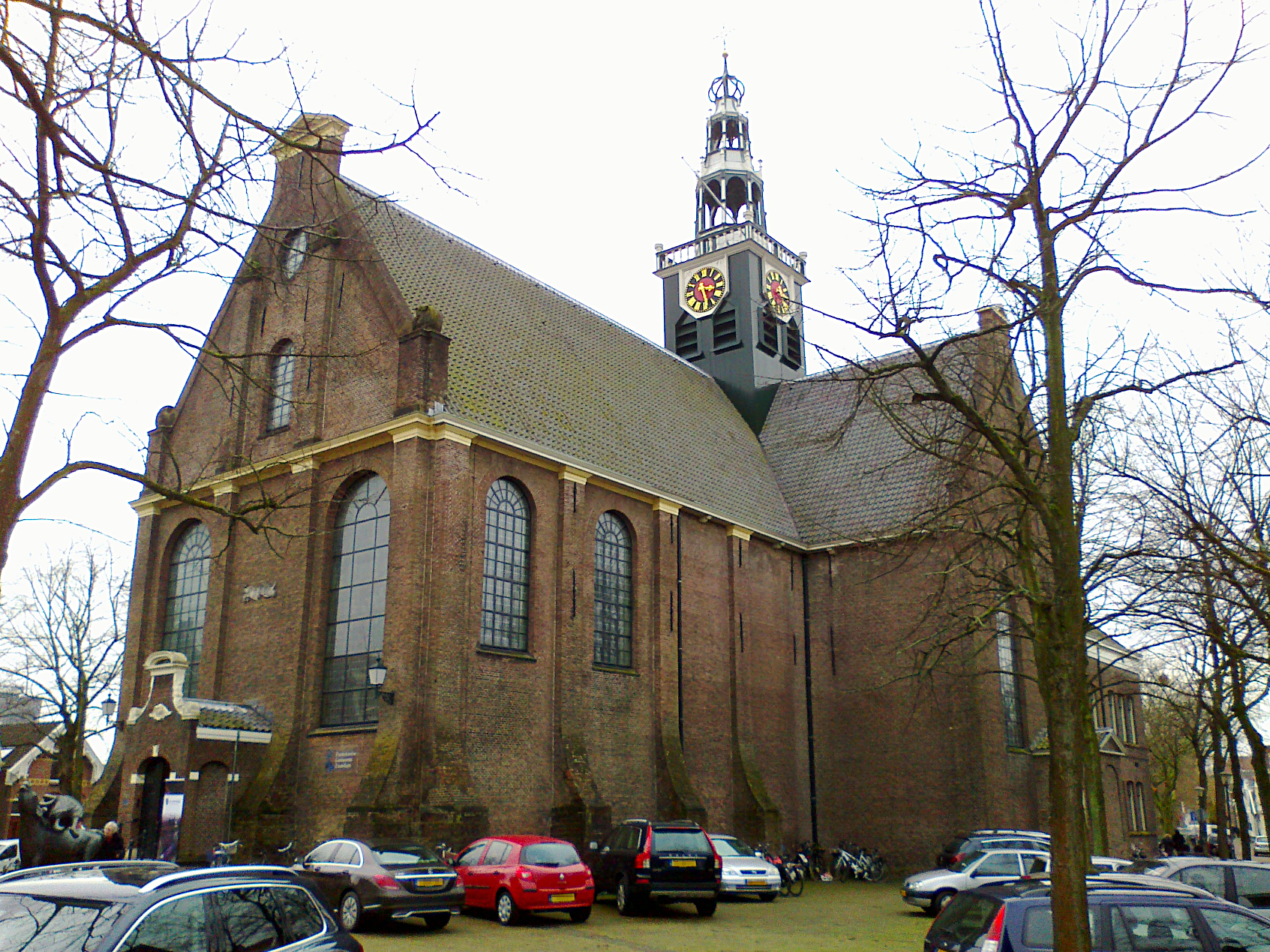
Die Westzijderkerk (2015)

- Die Lutherse Kerk ist ein rechteckiges Kirchgebäude aus den Jahren 1699 bis 1700. Die Orgel wurde im Jahr 1737 vom deutsch-niederländischen Orgelbauer Christian Müller erbaut.[13]
- Die Sint-Bonifatiuskerk ist eine römisch-katholische Kirche, die von Albert Margry und Josephus Marie Snickers entworfen wurde. Die dreischiffige Kreuzbasilika wurde von 1899 bis 1900 im Stil der Neogotik gebaut und verfügt über eine Orgel mit 16 Registern des österreichischen Orgelbauers Johannes Mitterreither.[14]
- Weitere Kirchen sind die Oud-Katholieke Kerk (1695), die Kirche der Doopsgezinden (1687), die Kirche der Apostolisch Genootschap (1860–1861) und die Paaskerk (1955–1958).

## Verkehr
Zaandam ist über unterschiedliche Verkehrsarten mit dem nördlichen Umland sowie den Großstädten im größten Ballungszentrum der Niederlande, der Randstad, verbunden.

### Luftverkehr
Der nächstgelegene Verkehrsflughafen in einem Umkreis von 25 Kilometern ist der internationale Flughafen Amsterdam Schiphol in der Gemeinde Haarlemmermeer. In mittelbarer Nähe liegen zudem die Flughäfen Lelystad, Den Helder und Rotterdam Den Haag. Darüber hinaus befinden sich Flugplätze in den Gemeinden Castricum und Noordwijk.

### Straßenverkehr

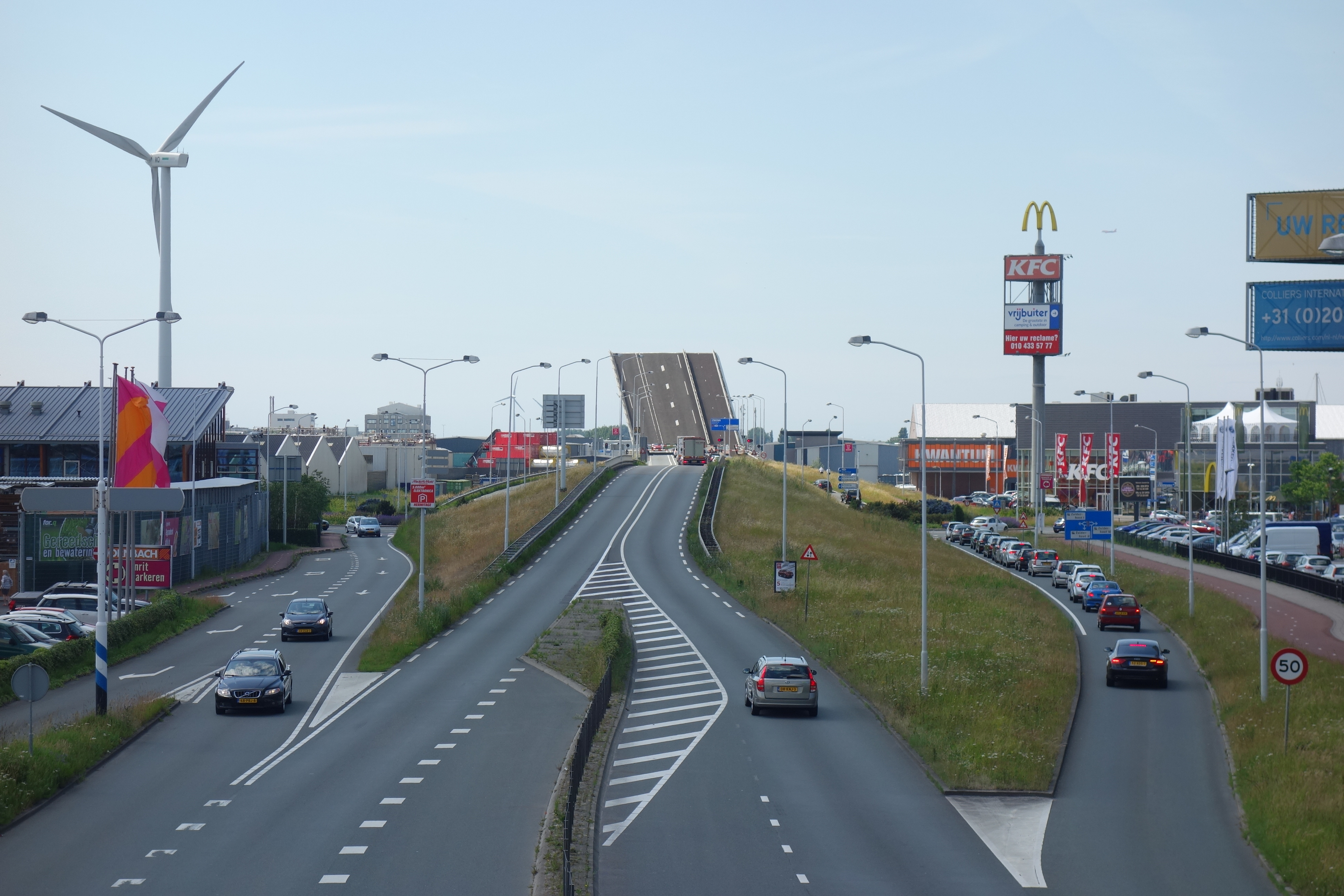
Blick auf die Zubringerstraße s 150 im Stadtviertel Zuiderhout

Im Stadtgebiet beginnt die A 7, die für die Provinzen Noord-Holland, Fryslân und Groningen von enormer Bedeutung ist. Sie verbindet die Städte Zaandam, Purmerend und Hoorn mit Sneek, Heerenveen und Groningen im Norden der Niederlande. Außerdem durchkreuzt die A 8 Zaandam, die von Amsterdam-Noord nach Westzaan verläuft. Dorther führt sie weiter als Autostraße nach Uitgeest, wo sie an die A 9 anschließt. In Zaandam sind ausgeschilderte Zubringerstraßen, sogenannte „stadsroutes“, vorhanden, die verschiedene Stadtviertel und ranghöhere Straßen, Autobahnen und Autostraßen, miteinander verknüpft. Vier der sechs Zubringerstraßen in der Gemeinde Zaanstad laufen durch Zaandam.
Im Jahr 2017 wurde ein Radschnellweg zwischen Zaandam und Amsterdam eröffnet. Die sechs Kilometer lange Radverkehrsanlage führt von dem Bahnhof im Stadtzentrum von Zaandam zum ehemaligen Werftgelände des niederländischen Schiffsbauunternehmens NDSM. Am Zielpunkt der Route können Radfahrer mit der Fähre zum Bahnhof Amsterdam Centraal durchreisen. Während der Bauzeit wurden neue Radwege angelegt, bestehende Wege asphaltiert und verbreitert sowie eine Fahrradbrücke über ein Gewässer im Gemeindebezirk Amsterdam-Noord errichtet. Der Radschnellweg schließt an das vorhandene Verkehrsnetz an und wurde durch einen staatlichen Zuschuss, die Vervoerregio Amsterdam sowie die Gemeinden Amsterdam und Zaanstad finanziert.

### Schienenverkehr

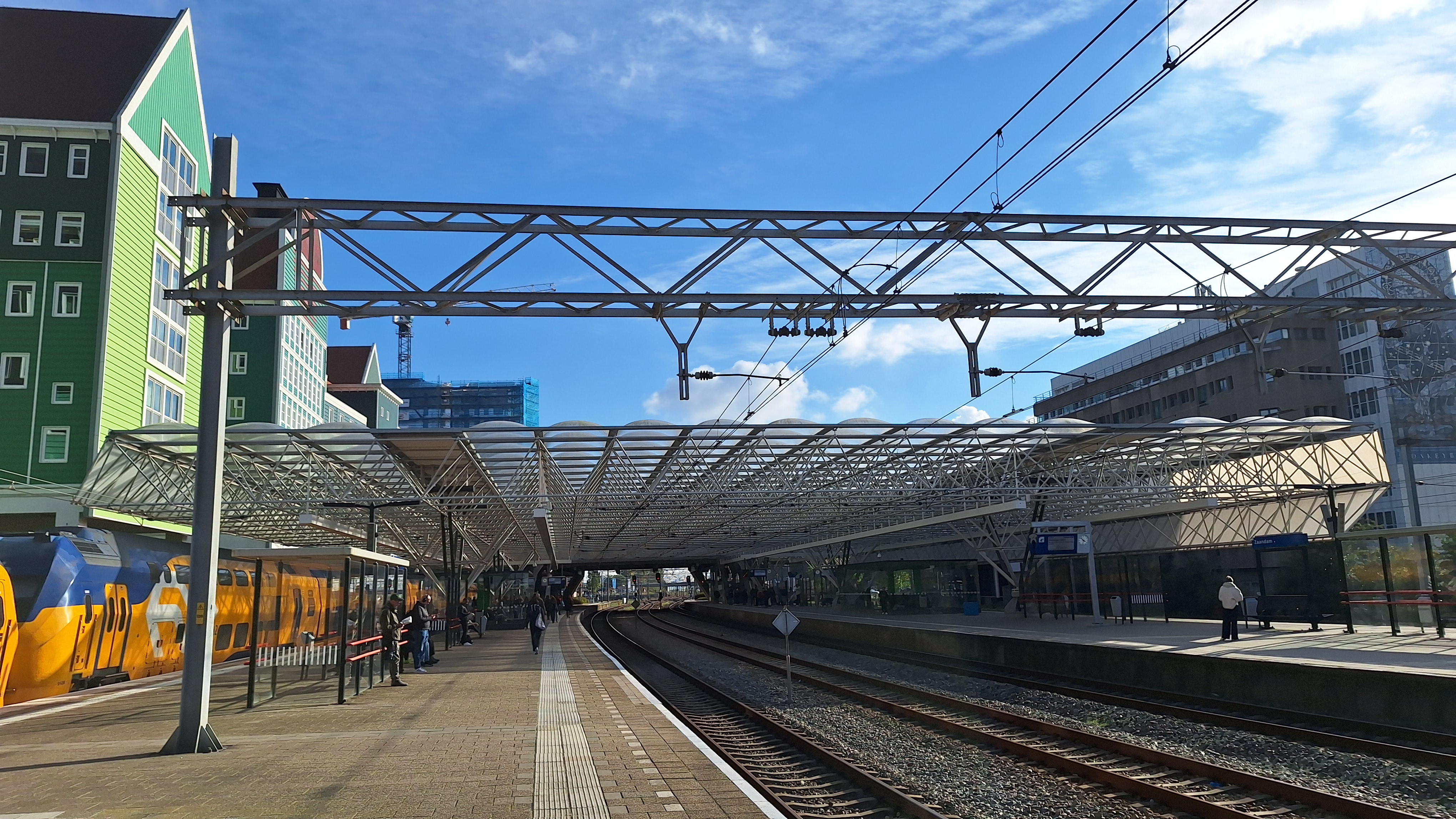
Die Gleisanlage in Zaandam mit der auffälligen Stahlkonstruktion

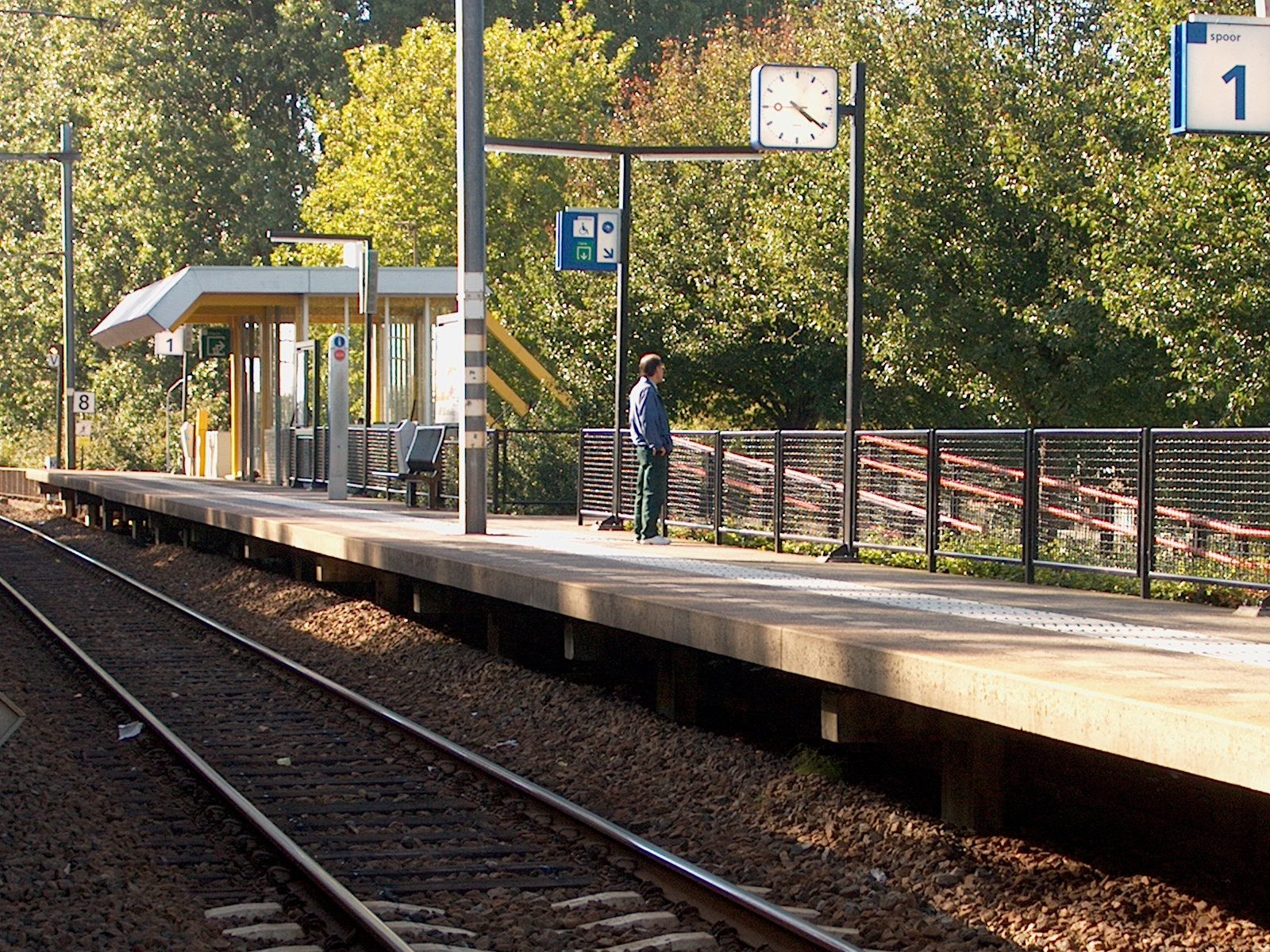
Bahnsteig am Gleis 1 am Bahnhof Zaandam Kogerveld

Zaandam ist über die Bahnstrecken Den Helder–Amsterdam und Zaandam–Enkhuizen an das nationale Nah- und Fernverkehrsnetz angebunden. Der Bahnhof Zaandam ist die meistfrequentierte Haltestelle in der Gemeinde Zaanstad. An Werktagen halten am Bahnhof stündlich acht Intercity-Züge sowie zwölf Sprinter-Züge. Zwischen 2018 und 2020 wurde das Bahnhofsgebiet in Zaandam umgebaut. Ein Überbau, der als Transfer für Fußgänger und Radfahrer dient, wurde oberhalb der Gleisanlage errichtet, sowie eine neue Fahrradstation gebaut. Des Weiteren wurde die Bahnhofshalle modernisiert und das Aussehen des Bahnhofes dem Stil der Häuser in Zaandam angepasst.
An der Bahnstrecke Zaandam–Enkhuizen liegt der Bahnhof Zaandam Kogerveld, der am 28. Mai 1989 in Betrieb genommen worden ist. Er wird täglich von 1349 Reisenden (2023) frequentiert und von vier Sprinter-Zügen der Richtungen Leiden Centraal und Hoorn pro Stunde bedient.
Das Amsterdamer U-Bahn-Netz reicht mit Stand des Jahres 2019 nicht bis Zaandam. Der Abstand zu den nächstgelegenen U-Bahnhöfen Noord und Noorderpark in Amsterdam-Noord beträgt mehrere Kilometer. Es bestehen Pläne, Zaandam in das Netz zu integrieren. So soll die 2018 eröffnete Noord/Zuidlijn, die vom U-Bahnhof Noord nach Zuid führt, verlängert werden. Im Oktober 2018 fragten sechs Ratsmitglieder der Gemeinde Zaanstad die Vervoerregio Amsterdam an, eine Machbarkeitsstudie durchzuführen. Die Fraktionen von DENK, GroenLinks, PvdA, PVV und VVD halten den Entschluss für eine „vernünftige Wahl“ (niederländisch verstandige keuze), da in der Zukunft der Wohnungsbau in Zaanstad vorangetrieben werden soll. Alternativ könnte eine gänzlich neue U-Bahn entstehen: Den Startpunkt soll der U-Bahnhof Sixhaven ausmachen, der südlich des U-Bahnhofes Noorderpark liegen soll. Die Linie soll entlang der Zubringerstraße s 118 verlaufen, das NDSM-Geländes passieren, die Autobahn A 10 kreuzen und in Zaandam enden. Eine Inbetriebnahme der sogenannten „Zaan-IJ-lijn“ ist jedoch nicht vor 2042 geplant.

### Wasserverkehr
Zu Wasser ist Zaandam über Fähren mit dem Amsterdamer Bezirk Westpoort verbunden. Die Anlegestelle Zaandam befindet sich im Süden der Stadt im Viertel Havenbuurt. Dort hält in einem Takt von zwanzig Minuten eine Fähre der Linie 909 in Richtung der Anlegestelle Hempontplein. In den Nachtstunden zwischen 0.30 Uhr und 6.30 Uhr wird die Linie durch die Linie 913 ersetzt. Der Fährverkehr wird von dem kommunalen, Amsterdamer Verkehrsunternehmen GVB betrieben.

## Söhne und Töchter der Stadt
- Jan Saenredam (1565–1607), Kupferstecher und Kartenzeichner
- Nicolaus Berkhout (1813–1892), Genre- und Landschaftsmaler
- Anton Mauve (1838–1888), Landschaftsmaler
- Cornelis Adrianus Pekelharing (1848–1922), Mediziner
- Jan Verkade (1868–1946), Maler und Benediktiner
- Simon de Vries Czn. (1869–1961), Politiker
- Gezina „Geesje“ Kwak (1877–1899), Näherin und Modell
- Jan Zwart (1877–1937), Organist und Komponist
- Piet van Mever (1899–1985), Komponist und Dirigent
- Cor Kee (1900–1997), Organist und Komponist
- Cornelis Zwikker (1900–1985), Physiker, Hochschullehrer
- Jan Hendrik op den Velde (1901–1944), Widerstandskämpfer
- Dirk Andries Flentrop (1910–2003), Orgelbauer
- Jaap Kraaier (1913–2004), Kanute
- Cor Bakker (1918–2011), Radrennfahrer
- Bouk Schellingerhoudt (1919–2010), Radrennfahrer
- Franci Siffels (1920–1944), Kollaborateurin
- Marcus Bakker (1923–2009), Politiker und Journalist (CPN, später GroenLinks)
- Willem Hendrik Zwart (1925–1997), Organist und Komponist
- Piet Kee (1927–2018), Organist und Komponist
- Gerrit Jan Heijn (1931–1987), Geschäftsmann
- Wilhelmina Lust (* 1932), Weitspringerin, Hürdenläuferin und Sprinterin
- Letty de Jong (1936–2008), Sängerin
- Bob Kaper (* 1939), Jazzmusiker
- Floris Takens (1940–2010), Mathematiker
- Jan Jongepier (1941–2011), Organist, Improvisator und Orgelsachverständiger
- Irene Pepinghege (* 1941), Kanutin
- Han Bennink (* 1942), Schlagzeuger und Multiinstrumentalist
- Willem J. Ouweneel (* 1944), Biologe, Philosoph und Theologe
- Rob Stolk (1946–2001), Aktivist
- Jan Karel Lenstra (* 1947), Mathematiker
- Hendrik Lenstra (* 1949), Mathematiker
- Johnny Rep (* 1951), Fußballspieler und -trainer
- Margriet Eshuys (1952–2022), Popsängerin und Pianistin
- Kathinka Pasveer (* 1959), Soloflötistin
- Luc Nijholt (* 1961), Fußballspieler und -trainer
- Erwin Koeman (* 1961), Fußballspieler und -trainer
- Ronald Koeman (* 1963), Fußballspieler und -trainer
- John Bosch (* 1964), Autorennfahrer
- Stanley Burleson (* 1966), Tänzer, Sänger, Choreograf und Schauspieler
- Fons Merkies (* 1966), Komponist
- Emine Bozkurt (* 1967), Politikerin (PvdA)
- Danny Stam (* 1972), Radrennfahrer
- Dennis Looze (* 1972), Triathlet und Duathlet
- Ronald de Wolf (* 1973), Informatiker
- Wietse van Alten (* 1978), Bogenschütze
- Thijs Al (* 1980), Radrennfahrer
- Ali B (* 1981), Rapper
- Rick Flens (* 1983), Radrennfahrer
- Eva Simons (* 1984), Sängerin
- Deniz Aslan (* 1989), Fußballspieler
- Ramon Sinkeldam (* 1989), Cyclocross- und Straßenradrennfahrer
- Yoeri Havik (* 1991), Bahn- und Straßenradrennfahrer
- Emre Bilgin (* 1992), Fußballspieler
- Oğuzhan Özyakup (* 1992), Fußballspieler
- Stefano Denswil (* 1993), Fußballspieler
- Richard Douma (* 1993), Leichtathlet
- Menno Vloon (* 1994), Leichtathlet
- Bilal Başacıkoğlu (* 1995), Fußballspieler
- Cees Bol (* 1995), Radrennfahrer
- Dani van der Moot (* 1997), Fußballspieler
- Justin Kluivert (* 1999), Fußballspieler
- David Min (* 1999), Fußballspieler
- Owen Wijndal (* 1999), Fußballspieler
- Nikita van der Vliet (* 2000), Handballspielerin
- Indy Baijens (* 2001), Volleyballspielerin
- Liam van Gelderen (* 2001), Fußballspieler
- Nyah Metz (* 2001), Handballspielerin
- Naci Ünüvar (* 2003), Fußballspieler